# Lierre (Belgique)
Pour les articles homonymes, voir Lierre et Lier.
Lierre (en néerlandais Lier) est une ville néerlandophone de Belgique située en Région flamande dans la province d'Anvers. La ville est située au confluent de la Grande Nèthe et de la Petite Nèthe.
Elle est née de la fusion des anciennes communes de Lierre et de Koningshooikt.

## Sections de la commune
| # | Section       | Superf. (km²) | Habitants (2020) | Habitants par km² | Code INS |
| - | ------------- | ------------- | ---------------- | ----------------- | -------- |
| 1 | Lierre        | 33,23         | 32.721           | 973               | 12021A   |
| 2 | Koningshooikt | 16,62         | 4.238            | 258               | 12021B   |

## Héraldique
|  | La ville possède des armoiries qui lui ont été octroyées le 3 décembre 1988. Elles montrent trois chevrons d'origine inconnue. Les chevrons apparaissent pour la première fois sur le deuxième sceau de la ville, connu depuis 1355. Le sceau montre deux lions et une bannière avec les trois chevrons. Les chevrons n'apparaissent dans un écu que dans le sceau suivant de 1422. Tous les sceaux ultérieurs portent les mêmes armoiries, avec deux lions en supports. Dans tous les cas, les lions font face au bouclier et non à l’arrière. Les couleurs des armes sont connues depuis le XVIe siècle et n'ont pas changé depuis. À l'époque napoléonienne, les armoiries d'une ville du second rang ont été accordées à la ville, ce qui signifie que ces armoiries ont été augmentées d'un quartier libre avec un N et une étoile. Ces armoiries ont été officiellement accordées le 16 décembre 1810. Après l’indépendance des Pays-Bas, Lier reçut ses armoiries le 20 octobre 1819. Elles montraient à nouveau les trois chevrons, mais maintenant avec les lions tournés vers l’arrière. Après l'indépendance de la Belgique, les armoiries sont confirmées le 30 juin 1838. En 1988, les armoiries actuelles ont été octroyées, dans lesquelles seule la couronne a été changée en une couronne murale, indiquant que Lierre avait déjà reçu les droits de la ville au XIIIe siècle. Blasonnement : D'argent à 3 chevrons de gueules. Le bouclier surmonté d'une couronne de ville avec cinq tours d'argent et tenu par deux lions d'or.(Traduction libre) Source du blasonnement : Heraldy of the World. |

## Démographie

### Évolution démographique: Avant la fusion des communes
- Sources : INS, Rem. : 1831 jusqu'en 1970 = recensements, 1976 = nombre d'habitants au 31 décembre[3].

### Évolution démographique: Commune fusionnée
En tenant compte des anciennes communes entraînées dans la fusion de communes de 1977, on peut dresser l'évolution suivante :
- Source : DGS - Remarque: 1806 jusqu'à 1981=recensement; depuis 1990=nombre d'habitants chaque 1er janvier[4]

## Histoire
Selon la légende, la ville aurait été fondée par saint Gommaire. S'il faut en croire la Gesta Espiscoporum Cameracensium, Gommaire aurait fondé le chapitre de chanoines de Lierre. Il faudrait plutôt situer cette fondation au XIe siècle. À partir du XIIe siècle, ce chapitre fut rattaché à l'église principale de la ville, dont le patron était saint Jean-Baptiste. Au XIIIe siècle, Gommaire remplaça Jean le Baptiste.
En 1212, le duc de Brabant Henri Ier accorda une charte urbaine aux Lierrois. La première enceinte de la ville date de 1244. Le XIIIe siècle voit également la fondation du béguinage hors de la première enceinte et du couvent de Nazareth. L'abbesse Béatrice écrivit au XIIIe siècle la première œuvre en prose en moyen-néerlandais, un ouvrage mystique intitulé « Seven manieren van heiliger minnen ».
Le XIVe siècle fut une époque de prospérité pour la ville : construction d'une halle aux draps en 1367, d'un beffroi en 1369 et d'un deuxième rempart en 1389. La prospérité de la ville reposait sur l'industrie de la draperie et sur l'existence d'un marché au bétail, qui lui avait été concédé par les ducs de Brabant.
Lierre faisait partie du Marquisat d'Anvers. La ville se composait d'un centre urbain et d'une « cuve », appelée « Bijvang », c'est-à-dire une banlieue comprenant les villages de Bevel, Emblem, Kessel et Nijlen.
Les armoiries de Lierre se composent de deux lions tenant une bannière des Berthout.[réf. nécessaire]
Parmi les événements les plus marquants de l'histoire de la ville, on peut citer le mariage de Philippe le Beau et de Jeanne de Castille en 1496 : la venue d'une reine espagnole aux Pays-Bas pour se marier était un événement sans précédent à l'époque. La cérémonie de mariage a eu lieu dans l'église Saint-Gommaire. La ville fut ravagée par des incendies, notamment en 1485, 1518 et 1527. De 1523 à 1530, le roi Christian II de Danemark y séjourna durant son exil. En 1559, Lierre, qui faisait partie de l'antique diocèse de Cambrai, fut intégrée au nouveau diocèse d'Anvers.
En 1582, la ville est prise par les Espagnols, à la suite de la trahison d'un capitaine écossais. En 1595, la ville est surprise par Charles de Héraugière pour le compte des États généraux, mais est secourue par les milices de Malines et d'Anvers : cet épisode est connu sous le nom de furie lierroise.

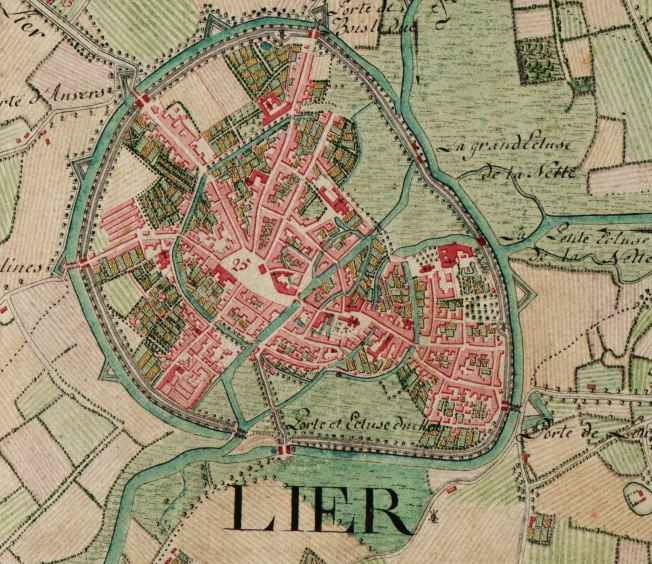
La ville de Lierre d'après la carte de Ferraris (1775)

Un fait remarquable est survenu en 1860 lorsqu'un squelette presque complet d'un mammouth a été découvert à Lierre, près de la caserne Dungelhoeff. Une réplique en plastique est exposée au musée de la ville depuis 2018.
Lierre ne fut pas épargnée par la Première Guerre mondiale. En 1914, le fort de Lierre résista à l'avancée allemande et la ville fut sévèrement bombardée. Ils tombent le 2 octobre. Plus de 700 habitations furent détruites.
En 2023, une route médiévale en bois a été découverte à la Berlarij.

## Patrimoine
- la Grand-Place
- l'hôtel de ville
- l'église Saint-Gommaire de style gothique flamboyant (jubé, vitraux). Dans l'église, fut célébré, en 1496, le mariage de Philippe le Beau avec Jeanne la Folle. Le peintre Jules Victor Génisson a réalisé plusieurs peintures de l'intérieur de cette église et de son magnifique jubé vues à différentes époques.
- la Tour Zimmer et son horloge.
- l'Église jésuite, de style baroque tardif (XVIIIe siècle)
- le Stadsmuseum Lier, qui rassemble depuis 2018 les collections du musée Wuyts-Van Campen & Baron Caroly et celles du musée Timmermans-Opsomer.
- le Château de Ringen.

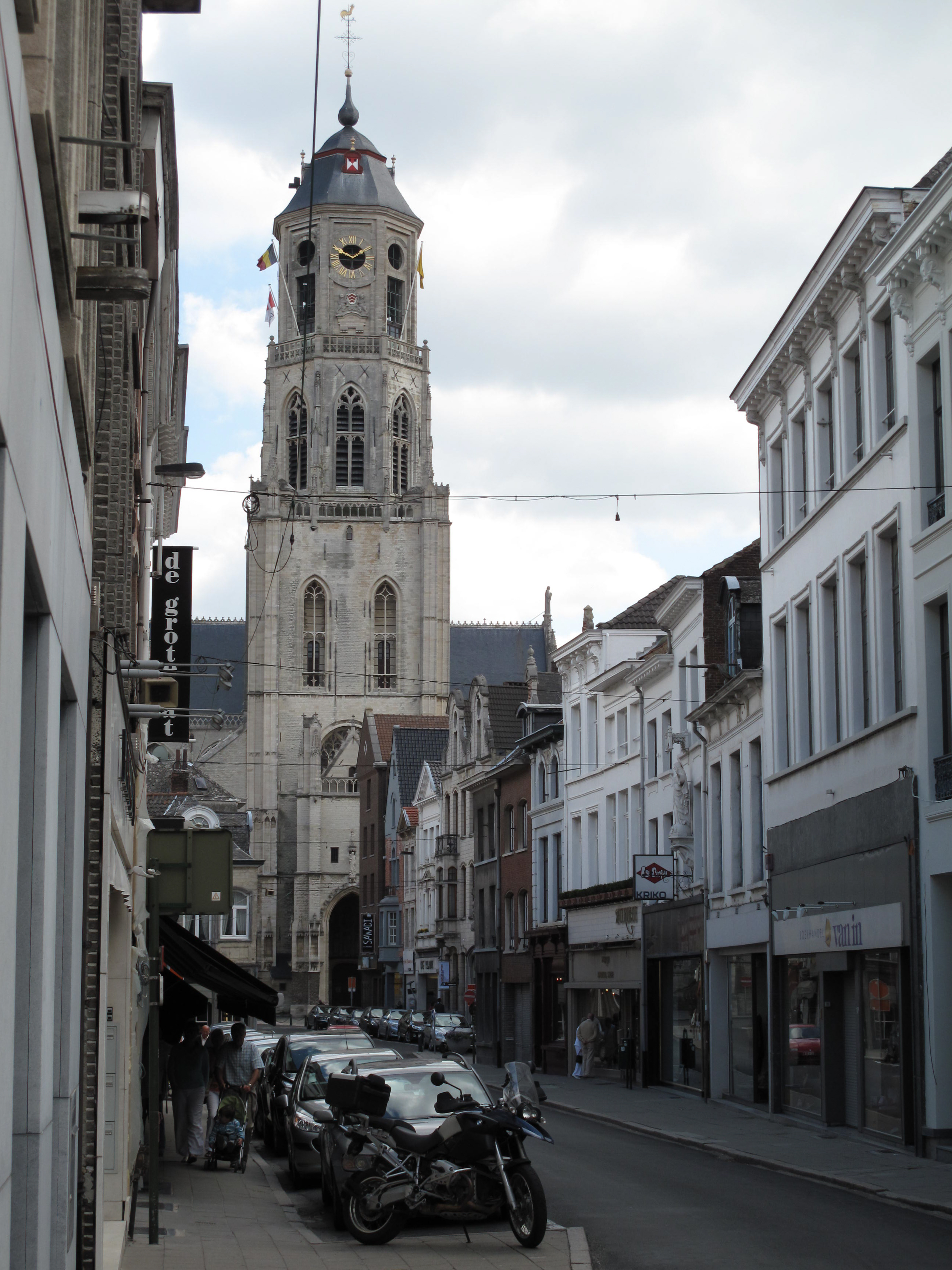
L'église Saint-Gommaire
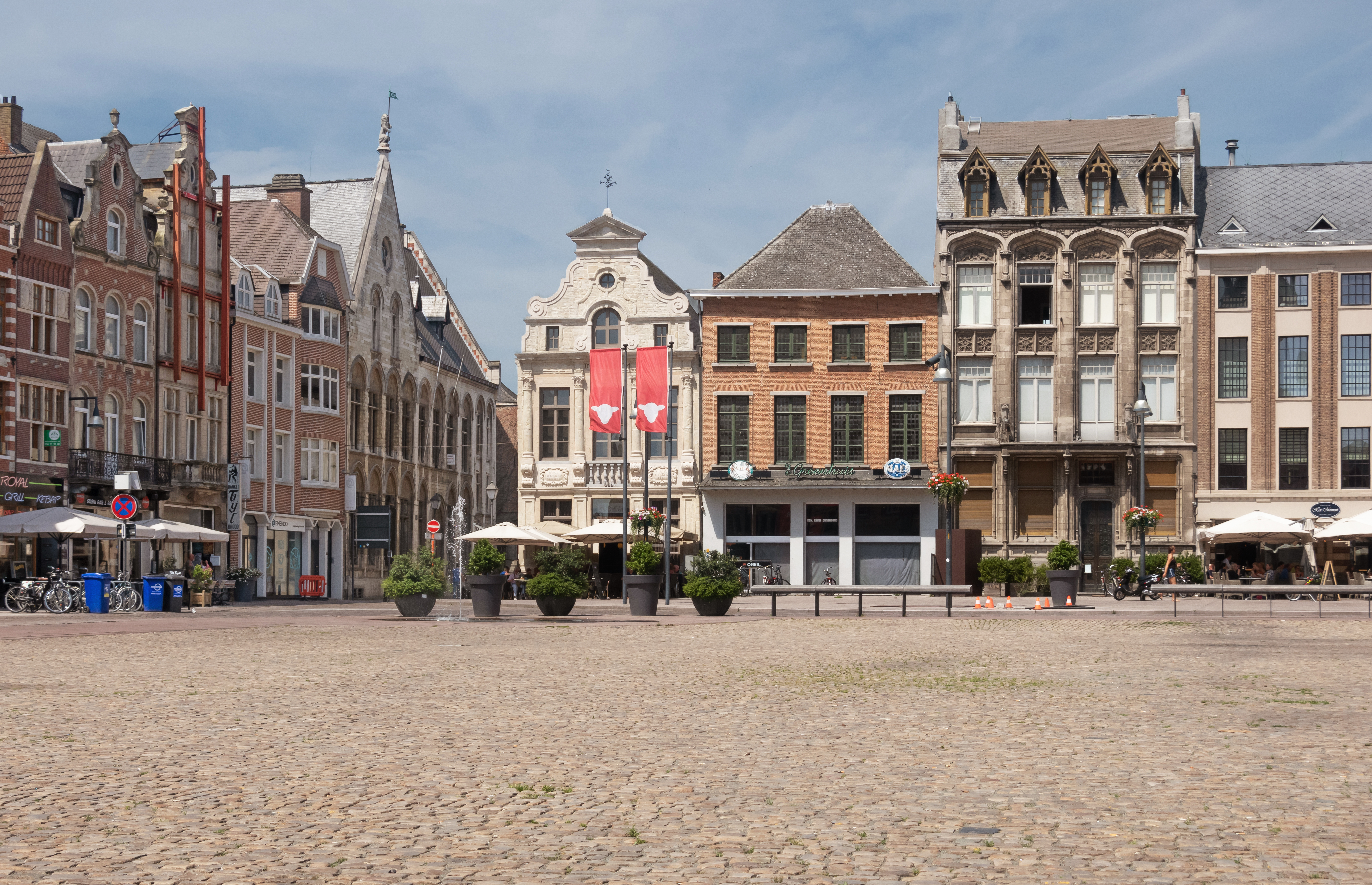
La Grand-Place
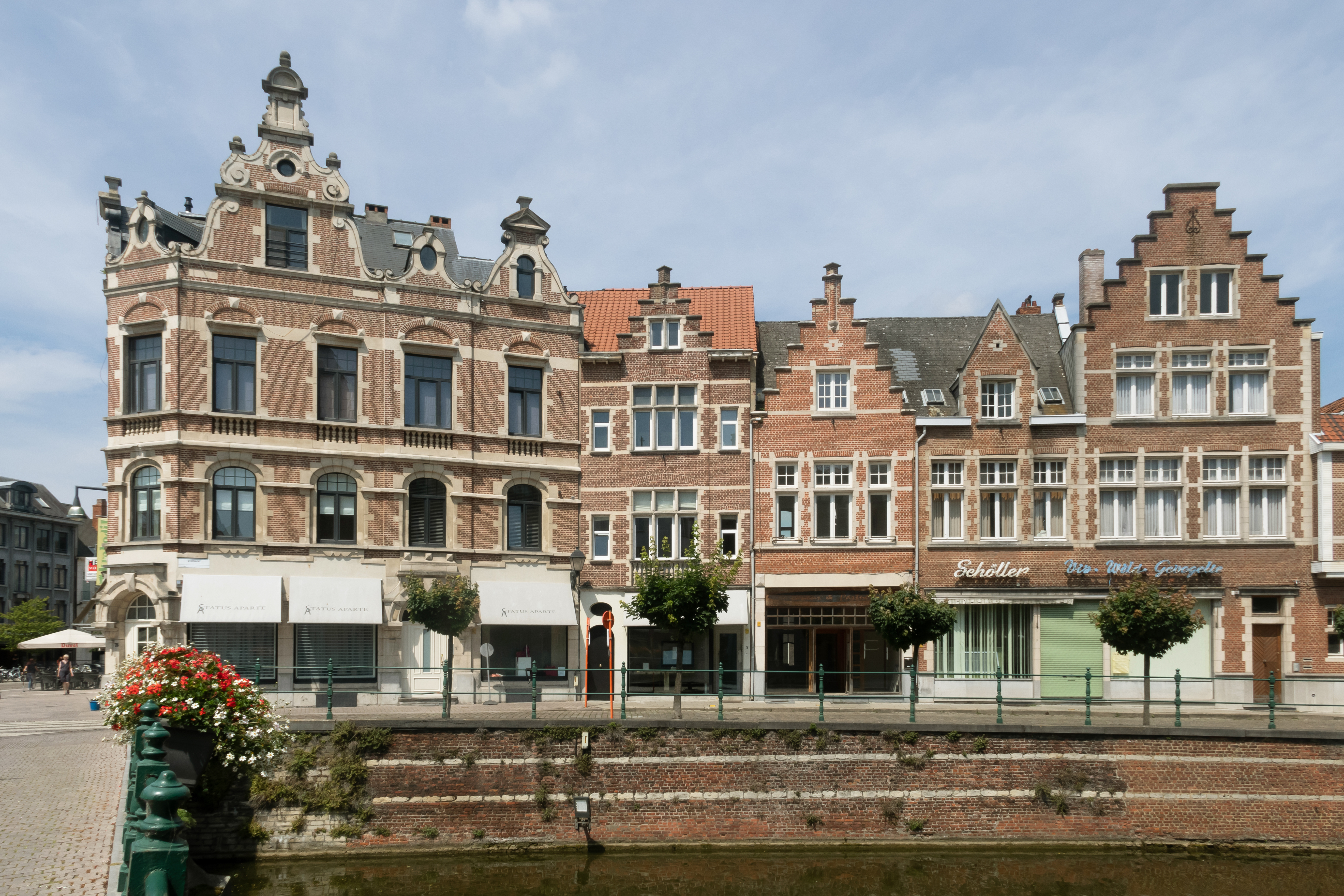
Le marché aux poissons
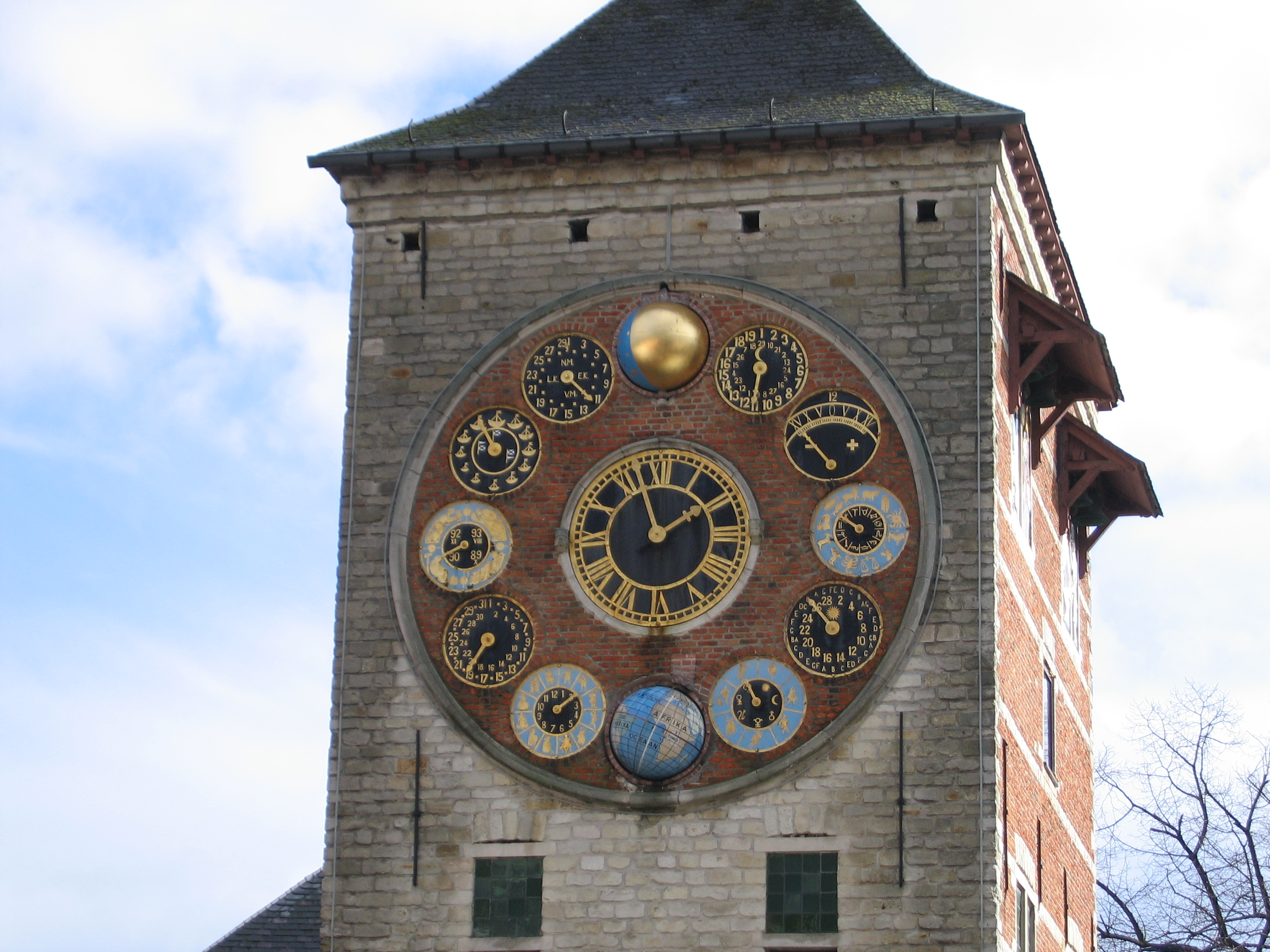
La tour Zimmer
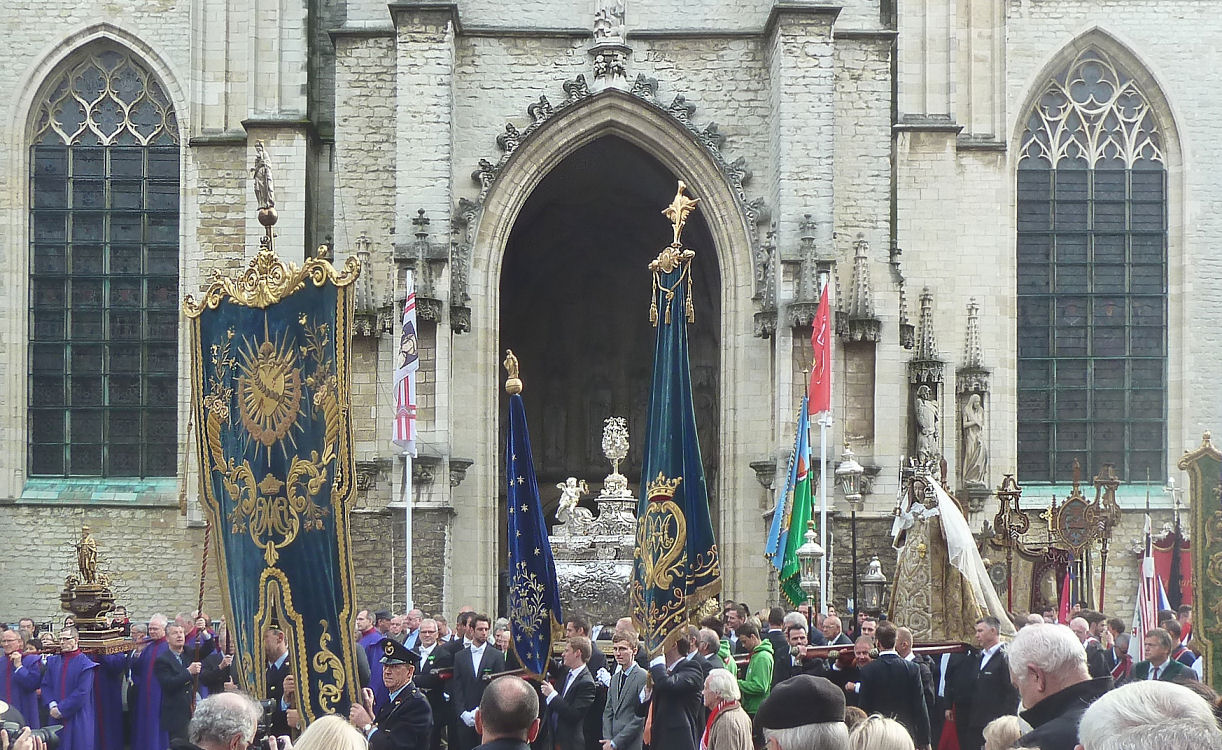
La procession Saint-Gommaire

### Béguinage
Le béguinage de Lierre fait partie des treize béguinages flamands classés en 1998 au Patrimoine mondial. Le béguinage a été fondé au début du XIIIe siècle mais la plupart des maisons datent toutefois du XVIIe et du début du XVIIIe siècle.
L'inévitable église baroque, un calvaire, un chemin de croix : voici l'un des plus beaux béguinages de Flandre. Une cité miniature qui réunit, derrière un mur d'enceinte, quelque 160 maisonnettes.

## Folklore
Comme c'est le cas pour beaucoup de villes flamandes, les habitants de Lierre sont affublés d'un sobriquet : « schapenkoppen », c'est-à-dire « têtes de mouton ». Selon la tradition, ce sobriquet fut créé lorsque le duc de Brabant, voulant récompenser les Lierrois et leur ayant donné le choix entre le monopole d'un marché au bétail ou la création d'une université, les habitants préférèrent le marché au bétail. Dans la Schapenkoppenstraat, un monument dû à l'artiste lierrois Bertro rappelle la légende.

## Personnalités
- Joris Frans Xaveer Berckmans (mort en 1694), auteur flamand puis échevin
- Baron Louis Berckmans (1801-1883), médecin et botaniste belge, né à Lierre.
- Anton Bergmann (1835-1874), écrivain né à Lierre.
- Jan Ceulemans (1957-), footballeur.
- Raymond Ceulemans (1937), champion de billard français, né à Lierre.
- Jan Baptist David (1801-1866), écrivain flamand, né à Lierre.
- Raymond de la Haye (1882-1914), peintre, né à Lierre.
- Olav Engelbrektsson (en) (1480-1538), régent et dernier archevêque de Norvège. En exil à Lierre en 1537 il y meurt en 1538.
- Michael Goolaerts (1994-2018), coureur cycliste professionnel, né à Lierre.
- Wim Henderickx (1968-), compositeur belge, né à Lierre.
- Louis Nauwelaerts (1823-1875), peintre belge, né et mort à Lierre.
- Nick Nuyens (1980-), coureur cycliste professionnel, né à Lierre.
- Isidore Opsomer (1878-1967), portraitiste, né à Lierre.
- Greet Rome, dentellière belge, spécialiste de la dentelle de Lierre
- Hugo Thijs (1953), coureur cycliste, né à Lierre.
- Félix Timmermans (1886-1947), peintre et écrivain, né et mort à Lierre.
- Jan Van Beers (1852-1927), peintre.
- Els Van den Bogaert-Ceulemans (1930), femme politique, née à Lierre.
- Peter Van De Velde (1967-), acteur, né à Lierre.
- Emile Verhaert (1902-1958), coureur cycliste belge, mort à Lierre.
- Willem Verhoeven (1738-1809), poète, dramaturge et historien flamand, né à Lierre.
- Constant Verschueren (1917-1996), coureur cycliste belge, mort à Lierre.
- Yanina Wickmayer (1989), joueuse de tennis, née à Lierre.
- Frans Wouters (vers 1612-?), peintre baroque, né à Lierre.
- Louis Zimmer (1888-1970), horloger et astronome belge, né et mort à Lierre.